# 富沢和雄
冨沢 和雄（とみざわ かずお）は、日本の男性アニメーターである。

## 経歴
金田伊功らが所属していたスタジオZの出身で、『無敵超人ザンボット3』、『無敵鋼人ダイターン3』、『機動戦士ガンダム』や『くじらのホセフィーナ』等を手がけた。
30年以上も第一線で活躍する大ベテラン系のアニメーターで、今風の線の多い美少女キャラクターも描いている。
スタジオZ（2代目～4代目）がスタジオZ5に改称した後はマッドハウスを経てスタジオ「雷神ふぃるむ」を主催するが数年後、解散し現在はフリー。スタジオザルツウェルツを始めとする同人誌やアダルトコミックなどで様々な所で活躍している。

## 作品リスト

### アニメーション
- 『赤胴鈴之助』（動画、制作進行 1972年 東京ムービー、フジテレビ）
- 『ど根性ガエル』（動画 1972年～1974年 東京ムービー、朝日放送）
- 『荒野の少年イサム』（動画 1973年 東京ムービー、フジテレビ）
- 『元祖天才バカボン』（原画 1975年～1977年 東京ムービー、日本テレビ）
- 『キャンディ・キャンディ』（作画監督 1976年～1979年 東映動画、旭通信社、テレビ朝日）
- 『氷河戦士ガイスラッガー』（原画 1977年 東映、東映エージェンシー、テレビ朝日）
- 『超電磁マシーン ボルテスV』（原画 1977年～1978年 東映、東映エージェンシー、テレビ朝日）
- 『惑星ロボ ダンガードA』（原画 1977年～1978年 東映動画、旭通信社）
- 『無敵超人ザンボット3』（作画監督 1977年～1978年 日本サンライズ、創通エージェンシー、ビックウエスト、名古屋テレビ）
- 『女王陛下のプティアンジェ』（オープニング作画監督 原画 1977年～1978年 日本アニメーション、葦プロダクション、朝日放送）
- 『家なき子』（1977年～1979年 原画 東京ムービー、マッドハウス、日本テレビ）
- 『無敵鋼人ダイターン3』（作画監督 1978年～1979年 日本サンライズ、創通エージェンシー、ビックウエスト、名古屋テレビ）
- 『宇宙戦艦ヤマト2』（原画 1978年～1979年 オフィス・アカデミー、よみうりテレビ）
- 『宝島』（原画 1978年～1979年 東京ムービー、マッドハウス、日本テレビ）
- 『くじらのホセフィーナ』（キャラクターデザイン 作画監督 1979年、葦プロダクション、国際映画社、東京12チャンネル）
- 『宇宙戦艦ヤマト 新たなる旅立ち』（原画 1979年 オフィスアカデミー、フジテレビ）
- 『宇宙空母ブルーノア』（原画 1979年～1980年 オフィスアカデミー、よみうりテレビ）
- 『機動戦士ガンダム』（作画監督 1979年～1980年 日本サンライズ、創通エージェンシー、ビックウエスト、名古屋テレビ）
- 『サイボーグ009』（オープニング作画監督 1979年～1980年 東映、テレビ朝日）
- 『エースをねらえ!(劇場版)』（原画 1979年 東京ムービー、東宝）
- 『ずっこけナイトドンデラマンチャ』（作画監督 1980年 葦プロダクション、国際映画社、東京12チャンネル）
- 『マリンスノーの伝説』（原画 1980年 NOW企画、オカスタジオ、テレビ朝日）
- 『タイムパトロール隊オタスケマン』（作画監督 1980年～1981年 タツノコプロ、フジテレビ）
- 『わが青春のアルカディア 無限軌道SSX』（作画監督 1982年 東映動画、東急エージェンシー、TBS）
- 『浮浪雲』（作画監督[1] 1982年 東映動画、マッドハウス）
- 『幻魔大戦』（作画監督補佐 1983年 マッドハウス、角川春樹事務所、東宝東和）
- 『はだしのゲン(第1部)』（キャラクター設計、作画監督 1983年 ゲンプロダクション、マッドハウス）
- 『ユニコ 魔法の島へ』（作画監督 1983年 マッドハウス、サンリオ）
- 『SF新世紀レンズマン』（キャラクター設定、作画監督 1984年 エムケイ、マッドマウス）
- 『夢から、さめない』(作画監督 1987年 RVC、シャフト)

### イラスト
- 『女皇の帝国』シリーズ（2007年 - 2010年、著：吉田親司、表紙イラスト、挿絵（共にキャラクター部分のみ））
- 『女皇の帝国外伝』シリーズ（2009年、著：吉田親司、表紙イラスト、挿絵（共にキャラクター部分のみ））